# Villeneuve-l’Archevêque
Villeneuve-l’Archevêque ist eine französische Gemeinde mit 1111 Einwohnern (Stand 1. Januar 2022) im Département Yonne, in der Region Bourgogne (Bourgogne-Franche-Comté). Sie gehört zum Kanton Brienon-sur-Armançon im Arrondissement Sens.

## Geografie
Die Stadt liegt am Ufer des Flusses Vanne in der Nähe von Troyes und im Norden des Waldgebiets Forêt d’Othe.

## Bevölkerungsentwicklung
| Jahr      | 1962 | 1968 | 1975 | 1982 | 1990 | 1999 | 2006 |
| Einwohner | 1365 | 1379 | 1348 | 1268 | 1170 | 1203 | 1237 |

## Sehenswürdigkeiten

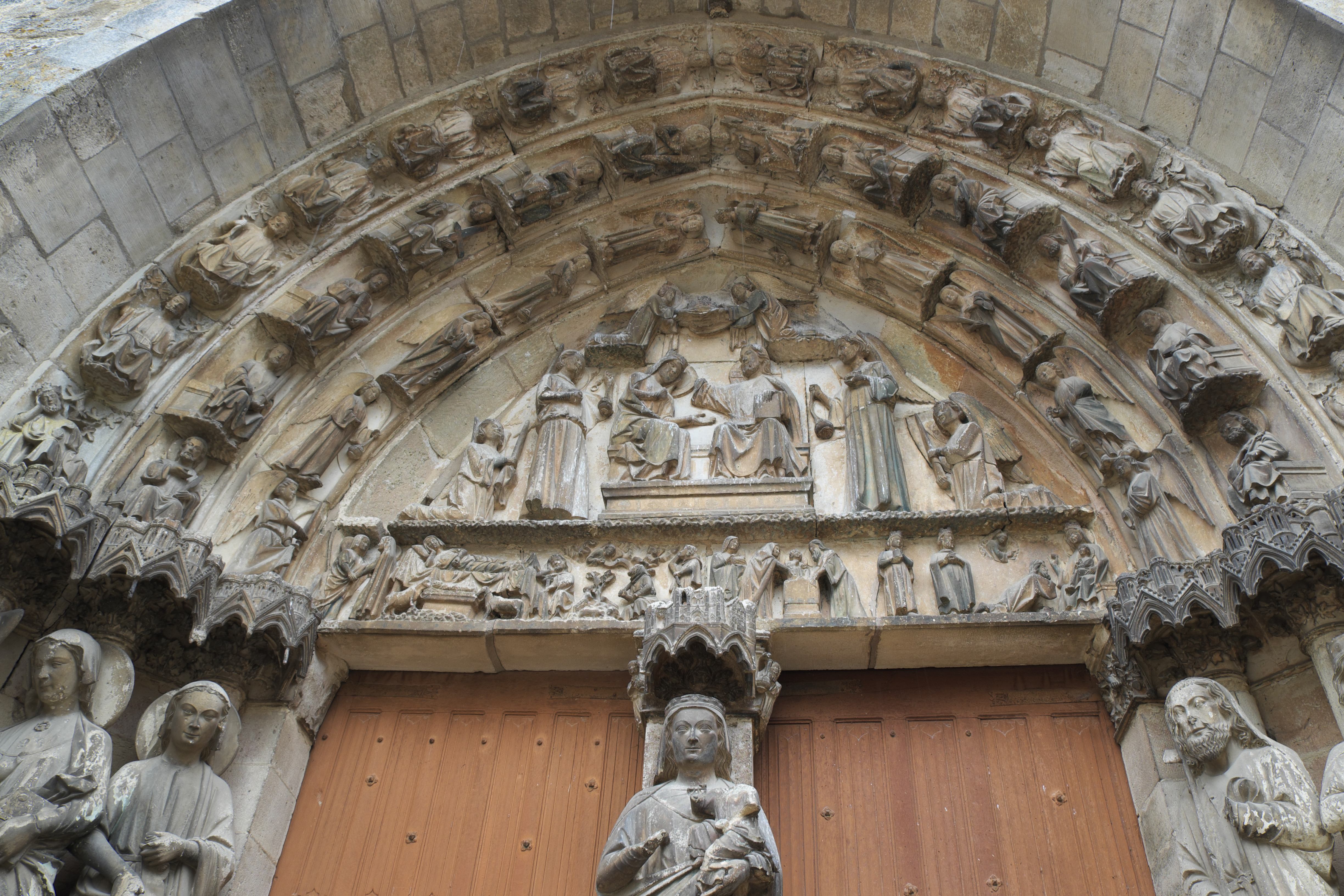
Portal der Kirche

- Gotische Kirche Notre-Dame aus dem 12. Jahrhundert, die im 13. und im 16. Jahrhundert umgebaut wurde, mit gut erhaltenem, im 13. Jahrhundert errichtetem Nordportal

## Partnerstadt
- Kirchberg (Hunsrück), Deutschland

## Söhne und Töchter der Stadt
- Jean-Claude Vrinat (1936–2008), Gastronom
- Françoise Cactus (1964–2021), deutsch-französische Autorin, Musikerin und Zeichnerin